# عزل متعدد الطبقات

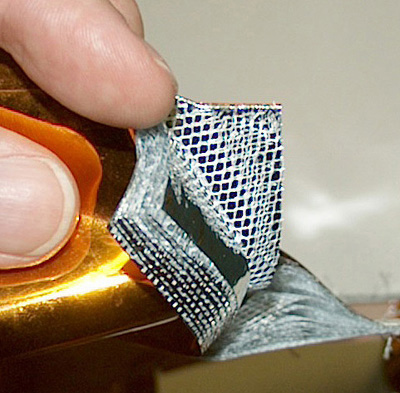
صورة مقرَّبة للعزل المتعدد الطبقات موجود في قمر اصطناعي

عزل متعدد الطبقات (بالإنجليزية: Multi-layer insulation)‏ هو عزل حراري يتكون من طبقات متعددة من الصفائح الرقيقة وغالبًا ما يُستخدم في المركبات الفضائية